# Mooi Wark
Mooi Wark is een band, opgericht in Drenthe in 1992 door Bert Koops (zang en gitaar) en Henk Oosting (basgitaar en zang).

## Beginjaren
Als grote fans begonnen Bert Koops en Henk Oosting in navolging van Normaal eigen nummers in het Drents te componeren.
Tijdens het Radio Drenthe programma Muzementen van Jans Polling vond de geboorte van Mooi Wark plaats en al snel kreeg de band de aandacht van publiek en media. Ondertussen was het duo al aangevuld met drummer Arjan Elting en was men nog op zoek naar een sologitarist. Deze werd gevonden in de persoon van Bert Hoezen.
In deze samenstelling begonnen de repetities in het magazijn van het ACM-gebouw in Odoorn. Tussen de pallets met zakken veevoer werd daar het Mooi Wark-geluid geboren en twee weken later volgde het eerste echte optreden als complete band in Ter Apel. Nog in de zomer van datzelfde jaar werd het eerste album "Zwoegen in 't heuj" opgenomen.
De reacties op het eerste album waren boven verwachting. Voor het eerst werd in Drenthe gebroken met de traditionele, wat oubollige Drentstalige muziek. Al snel volgden optredens in voorprogramma's van Golden Earring, Rowwen Hèze, De Dijk en - hun grote voorbeelden - Normaal.
Het gevolg van alle aandacht was dat Mooi Wark een platencontract kreeg aangeboden door platenmaatschappij Telstar van Johnny Hoes. Onder dit label werden een aantal singles uitgebracht.

## Bandwisselingen
Door het uitblijven van het echte succes begon er na twee jaar wat onrust te ontstaan in de band. Het platencontract bracht niet het verwachte succes en werd ontbonden. De druk om goed nieuw materiaal te schrijven werd groter, waarbij er meningsverschillen ontstonden over de te volgen muzikale koers. Daarop verliet gitarist Bert Hoezen de band om plaats te maken voor Henry de Groote. Dit was het begin van een periode van vele wisselingen in de bezetting. Kort daarna verlieten ook Arjan Elting en Henk Oosting de band, en na een kortstondige afwezigheid kwam Bert Hoezen weer terug. Met een nieuwe drummer (Roeland Beerman) en bassist Ronnie Sterenborg werd in eigen beheer het tweede album "Zo Plat As Wat" opgenomen in Grolloo. In de periode hierna bleven de bandwisselingen zich echter snel opvolgen tot ca. 2001. Mooi Wark begon op 25 maart 2017 in Assen aan een jubileumtour ter ere van het 25-jarig bestaan van de band.
In september 2017 verklaarde drummer John Roffel per direct te stoppen met drummen. Hij was ongeneeslijk ziek. Zijn plek werd overgenomen door Dennis Hendriks, die van 2005 tot 2009 ook al achter het drumstel. Roffel had Hendriks zelf gevraagd hem op te volgen. Roffel heeft nog afscheid van zijn fans op Siepelrock 28 oktober 2017 kunnen nemen waarna hij op 31 oktober 2017 is overleden.
In juli 2025 afscheid genomen van Dennis Hendirks als drummer. De reden is een verschil van mening tussen Dennis en de band. De plek van Hendriks is overgenomen Geert Kruit, die al meerdere keren had ingevallen.

## De bandleden door de jaren heen
- Bert Koops (1992-heden) - zang & gitaar
- Roel Kuipers (1992) - drums
- Henk Oosting (1992-1995) - bas & zang
- Arjan Elting (1992-1995) - drums
- Bert Hoezen (1992-1998) - gitaar, mondharmonica, toetsen & zang
- Henry de Groote (1994-1995) - gitaar
- Martijn Buiter (1995) - drums
- Roeland Beerman (1995-1996) - drums
- Ronnie Sterenborg (1995-1996) - bas
- Eljan de Graaf (1996-1999) - drums & zang
- Hans Buls (1996-2002) - gitaar
- Wilco Hakkers (1999-2002) - drums
- William Bossong (2000-heden) - bas & zang
- Arnold Kuik (2002-heden) - gitaar & zang
- Jasper Dam (2002-2005) - drums
- Dennis Hendriks - (2005-2009 en 2017-2025) - drums & zang
- John Roffel (2009-2017) - drums
- Geert Kruit (2025-heden) - drums
- Dion van der Scheer (2025) - inval gitarist voor Kuijk

## Stabiele factor
Door de jaren heen is Bert Koops altijd de stabiele factor gebleken van de band. Door zijn volhardendheid en zijn liefde voor de rockmuziek is hij altijd blijven geloven in zijn band. De keuze voor de Drentse taal verklaart hij als volgt: "Ik kan gien Engels en mien Nederlands is te slecht." Hij is door de jaren heen ook de belangrijkste componist en tekstschrijver van de band. In bassist William Bossong (Billy) heeft hij een goede aangever gevonden. Sinds zijn intrede bij de band zijn ook de verdienste van Arnold (Garfunkel) Kuik als tekstschrijver duidelijk een aanvulling.

## Huidige bezetting
De band bestaat sinds juli 2025 uit Bert Koops (leadzang en gitaar), William Bossong (basgitaar), Arnold Kuik (gitaar) en Geert Kruit (drums). Sessiemuzikant Rowdy Prins speelt ook dikwijls mee als extra gitarist, mandolist, banjolist en pedalsteel-speler. Bij de optredens draait het vooral om improvisatie en interactie met het publiek. Hierdoor is elk optreden anders. Het repertoire tijdens optredens bestaat vaak uit veel vrolijke nummers, meestal rock-'n-roll.

## Drummer in ziekenhuis en Gitarist met gebroken pols
Eind september 2024 werd bekend dat Dennis Hendriks drummer van de band een tijdje niet kon optreden. Hendriks heeft herniaklachten. De Band bleef gewoon optreden met een invaldrummer.
Op 26 juni 2025 speelde Mooi Wark op het TT Festival in Assen. Hierbij viel gitarist Arnold Kuik van het podium. Hij struikelde en viel een paar meter naar beneden en brak uiteindelijk zijn pols. Direct na zijn val gaf hij aan dat de show ook zonder hem door moest gaan. Toevallig was een invalgitarist in Assen aanwezig, dus kon het optreden daar doorgaan. Mooi Wark speelt daarna tijdelijk met vervanger Dion van der Scheer uit Emmen spelen en Kuik zal werken aan zijn herstel.

## Discografie

### Albums
| Album met eventuele hitnotering(en) in de Nederlandse Album Top 100 | Datum van verschijnen | Datum van binnenkomst | Hoogste positie | Aantal weken | Opmerkingen                   |
| ------------------------------------------------------------------- | --------------------- | --------------------- | --------------- | ------------ | ----------------------------- |
| Zwoegen in't heuj                                                   | 1992                  | -                     |                 |              |                               |
| Zo plat as wat                                                      | 1996                  | -                     |                 |              |                               |
| Kieken wat 't wordt                                                 | 1999                  | -                     |                 |              |                               |
| Gang op de ket                                                      | 2001                  | -                     |                 |              |                               |
| Only Rock 'n' roll!                                                 | 2003                  | -                     |                 |              |                               |
| Smeer                                                               | 2004                  | -                     |                 |              |                               |
| Gewoon idioot                                                       | 22-06-2006            | 24-06-2006            | 53              | 6            |                               |
| Bok 'm d'r op!                                                      | 01-02-2008            | 09-02-2008            | 9               | 11           |                               |
| Rock & rodzooi                                                      | 16-07-2009            | 25-07-2009            | 7               | 11           |                               |
| X                                                                   | 21-07-2010            | 31-07-2010            | 4               | 10           |                               |
| Wrieven, pappen en nat hollen                                       | 04-11-2011            | 12-11-2011            | 12              | 11           |                               |
| 20 Jaor - 't mooiste wark                                           | 29-10-2012            | 03-11-2012            | 13              | 2            | Verzamelalbum                 |
| Allent veur joe                                                     | 26-04-2014            | 03-05-2014            | 2               | 4            |                               |
| Live in Paradiso                                                    | 19-02-2015            |                       |                 |              | uitgebracht als 2dvd set+1 cd |
| D'r op of gien vreten                                               | 23-09-2016            | 01-10-2016            | 39              | 2            |                               |
| Siepelrock - 25 Jaar Hits - 3CD                                     | 25-05-2018            | 02-06-2018            | 15              | 4            | Verzamelalbum                 |
| Dit is 't                                                           | 2021                  |                       |                 |              | Verzamelalbum                 |

### Singles
| Single met eventuele hitnotering(en) in de Nederlandse Top 40 | Datum van verschijnen | Datum van binnenkomst | Hoogste positie | Aantal weken | Opmerkingen |
| ------------------------------------------------------------- | --------------------- | --------------------- | --------------- | ------------ | --- |
| Morgen weer                                                   | 1992                  | -                     |                 |              | |
| Vakantie in 't café                                           | 1993                  | -                     |                 |              | |
| Janny                                                         | 1998                  | -                     |                 |              | |
| Idioot                                                        | 2006                  | -                     |                 |              | met DJ Roy & Stefan Leur / Nr. 76 in de Single Top 100                                                                                  |
| Bokkie of geittie                                             | 2006                  | -                     |                 |              | |
| In de blote kont                                              | 2007                  | -                     |                 |              | Nr. 39 in de Single Top 100 |
| Achter de tent                                                | 2007                  | -                     |                 |              | Nr. 58 in de Single Top 100 |
| In de blote kont                                              | 2008                  | -                     |                 |              | met Lawineboys & DJ Roy / Nr. 35 in de Single Top 100                                                                                   |
| Schijt aan regels!                                            | 2008                  | -                     |                 |              | Nr. 45 in de Single Top 100 |
| Bok 'm d'r op!                                                | 2008                  | -                     |                 |              | Nr. 93 in de Single Top 100 |
| Wij goan noar huus                                            | 2009                  | -                     |                 |              | Nr. 35 in de Single Top 100 |
| Laot maor gaon                                                | 2009                  | -                     |                 |              | Nr. 98 in de Single Top 100 |
| Tepels liegen niet                                            | 2009                  | -                     |                 |              | Nr. 24 in de Single Top 100 |
| Warkende helden                                               | 2009                  | -                     |                 |              | Nr. 31 in de Single Top 100 |
| Wie hef dr zeepsop in mien flessie bier gedaon                | 2010                  | -                     |                 |              | |
| We zingen en we springen in 't Oranje rond (in de blote kont) | 2010                  | -                     |                 |              | Nr. 70 in de Single Top 100 |
| Goeie been, verkeerde bed                                     | 2010                  | -                     |                 |              | Nr. 17 in de Single Top 100 |
| Doar heb ik schijt an                                         | 2010                  | -                     |                 |              | Nr. 35 in de Single Top 100 |
| Ja-lalala(la)                                                 | 2011                  | -                     |                 |              | |
| Oh Yvon                                                       | 2011                  | -                     |                 |              | Nr. 29 in de Single Top 100 |
| Onze kracht                                                   | 2011                  | -                     |                 |              | Als onderdeel van Hollandse Kerst Sterren / Benefietsingle voor "Doe een wens stichting" Nr. 54 in de Single Top 100                    |
| Ons Nederland                                                 | 2012                  | -                     |                 |              | Nummer ontstaan tijdens de opnames voor het programma Studio 9, samen met Frans Bauer onder leiding van presentator Xander de Buisonje. |
| Vaya Con Dios                                                 | 2012                  | -                     |                 |              | |
| Bergie op, bergie af                                          | 2012                  | -                     |                 |              | Met voormalig wielrenner Gert Jakobs in het kader van het RTL4 programma Tour du Jour.                                                  |
| Liever tussen de stront dan tussen de Kak!                    | 19-04-2013            | -                     |                 |              | |
| Leukste dorp                                                  | 19-04-2013            | -                     |                 |              | Titelsong van het RTV Drenthe programma: Het Leukste Dorp van Drenthe                                                                   |
| Allent veur joe                                               | 16-08-2013            | -                     |                 |              | |
| De Dakarrally                                                 | 08-11-2013            | -                     |                 |              | |
| Hey Hey die kerstman                                          | 01-12-2013            | -                     |                 |              | |
| Alewiejo                                                      | 21-12-2013            | -                     |                 |              | met Ronnie Ruysdael |
| Dan weej der eem van                                          | 15-04-2014            | -                     |                 |              | |
| Dörst                                                         | 05-06-2015            | -                     |                 |              | Verschijnt als losse single en in een singlepakket met bier geur                                                                        |
| Gien Mens Wet Waorum                                          | 30-10-2015            | -                     |                 |              | |
| D'r Op! Of Gien Vreten                                        | 12-05-2016            | -                     |                 |              | |
| Ik hol van zoepen                                             | 01-07-2016            | -                     |                 |              | |
| Drink een bier met Pa                                         | 06-01-2017            | -                     |                 |              | |
| Probleem'n ....?                                              | 10-03-2017            | -                     |                 |              | met de Zender Obama en Wim van Poar Neem'n                                                                                              |
| Hol maor op                                                   | 15-09-2017            | -                     |                 |              | |
| Boeren met worst                                              | 02-03-2018            | -                     |                 |              | |
| Dol as een Stier                                              | 11-05-2018            | -                     |                 |              | |
| Ik mot zoepen                                                 | 22-06-2018            | -                     |                 |              | Boerenversie! |
| Doodse stilte                                                 | 30-11-2018            | -                     |                 |              | |
| Doodse stilte                                                 | 05-04-2019            | -                     |                 |              | Vinyl-single |
| 16 Jaor (een mooie tied)                                      | 10-05-2019            | -                     |                 |              | |
| Mega Run                                                      | 11-10-2019            | -                     |                 |              | |
| Wie is de BOCK                                                | 18-12-2019            | -                     |                 |              | |
| Oh Irma                                                       | 22-05-2020            | -                     |                 |              | |
| Highway To Hell                                               | 17-06-2020            | -                     |                 |              | |
| Sinterklaos Is Een Baos                                       | 30-10-2020            | -                     |                 |              | |
| As crona veurbij is                                           | 29-01-2021            | -                     |                 |              | Dennis Hendriks solo |
| Terug in tijd                                                 | 20-02-2021            | -                     |                 |              | met Belinda Kinnaer |
| Waj zien is waj kriegen                                       | 12-05-2021            | -                     |                 |              | Dennis Hendriks solo |
| Morgen weer                                                   | 02-10-2021            | -                     |                 |              | Vinyl-single |
| De Bietn Blues                                                | 05-11-2021            | -                     |                 |              | met TikTok Tammo |
| Waj zien is waj kriegen                                       | 28-12-2021            | -                     |                 |              | Dennis Hendriks solo - Vinyl-single |
| In de blote kont (hardstyle remix)                            | 11-02-2022            | -                     |                 |              | John Deerne ft Mooi Wark |
| Boeruh                                                        | 17-03-2022            | -                     |                 |              | Vinyl-single |
| Tepels liegen niet (hardstyle remix)                          | 11-02-2022            | -                     |                 |              | John Deerne ft Mooi Wark |
| Bok 'm d'r op!                                                | 07-06-2022            | -                     |                 |              | Deel 01 van de Mooi Wark Vinyl Collection                                                                                               |
| Bokkie of een geittie                                         | 01-07-2022            | -                     |                 |              | Deel 02 van de Mooi Wark Vinyl Collection                                                                                               |
| Alle Tokkies Lopen Op Crockies                                | 09-07-2022            | -                     |                 |              | |
| Idioot                                                        | 01-08-2022            | -                     |                 |              | Deel 03 van de Mooi Wark Vinyl Collection                                                                                               |
| Brockers Anthem                                               | 12-08-2022            | -                     |                 |              | Met DJ Roy |
| Drink een bier met Pa                                         | 05-09-2022            | -                     |                 |              | Deel 04 van de Mooi Wark Vinyl Collection                                                                                               |
| Achter de tent                                                | 03-10-2022            | -                     |                 |              | Deel 05 van de Mooi Wark Vinyl Collection                                                                                               |
| Drankorgel                                                    | 13-10-2022            | -                     |                 |              | Dennis Hendriks solo |
| Van het platteland                                            | 31-10-2022            | -                     |                 |              | Deel 06 van de Mooi Wark Vinyl Collection                                                                                               |
| Het Is Pas Crisis As Het Bier Op Is                           | 18-11-2022            | -                     |                 |              | |
| Schijt aan regels!                                            | 05-12-2022            | -                     |                 |              | Deel 07 van de Mooi Wark Vinyl Collection                                                                                               |
| Vaya Con Dios                                                 | 05-01-2023            | -                     |                 |              | Deel 08 van de Mooi Wark Vinyl Collection                                                                                               |
| Schijt aan regels! (hardstyle remix)                          | 20-01-2023            | -                     |                 |              | John Deerne ft Mooi Wark |
| Oh Yvon                                                       | 03-02-2023            | -                     |                 |              | Deel 09 van de Mooi Wark Vinyl Collection                                                                                               |
| Ik gao lekker speulen op mien fluit                           | 16-02-2023            | -                     |                 |              | |
| Drankorgel (Boer'n Polka Kneiter)                             | 22-02-2023            | -                     |                 |              | Dennis Hendriks solo & Poar Neem'n |
| Warkende helden                                               | 02-03-2023            | -                     |                 |              | Deel 10 van de Mooi Wark Vinyl Collection                                                                                               |
| 16 Jaor (een mooie tied)                                      | 05-04-2023            | -                     |                 |              | Deel 11 van de Mooi Wark Vinyl Collection                                                                                               |
| Janken                                                        | 27-04-2023            | -                     |                 |              | met Daan Boom |
| Doodse Stilte                                                 | 04-05-2023            | -                     |                 |              | Deel 12 van de Mooi Wark Vinyl Collection                                                                                               |
| Boeruh                                                        | 08-06-2023            | -                     |                 |              | Deel 13 van de Mooi Wark Vinyl Collection                                                                                               |
| Lang leve de brouwer                                          | 09-06-2023            | -                     |                 |              | |
| Wij gaon naor huus                                            | 06-07-2023            | -                     |                 |              | Deel 14 van de Mooi Wark Vinyl Collection                                                                                               |
| In de blote kont                                              | 31-08-2023            | -                     |                 |              | Deel 15 van de Mooi Wark Vinyl Collection (Laatste deel uit deze serie)                                                                 |
| Het dörp waor ik geboren ben                                  | 16-11-2023            | -                     |                 |              | Dennis Hendriks solo |
| Drankorgel                                                    | 15-01-2024            | -                     |                 |              | Poar Neem'n feat. Dennis Hendriks & Christyn (Boeren Stamper)                                                                           |
| Laot de zummer maor komen                                     | 14-06-2024            | -                     |                 |              | |
| Doodse Stilte                                                 | 26-08-2024            | -                     |                 |              | DJ Roy Remix |
| Tour de Pieterpad                                             | 04-10-2024            |                       |                 |              | Dennis Hendriks solo & René Karst |
| Vakantie in 't café                                           | 09-12-2024            | -                     |                 |              | Vinyl-single |
| Ik zal nooit meer dronken wezen                               | 20-12-2024            |                       |                 |              | Dutch Boys ft. Mooi Wark |
| Ik zal nooit meer dronken wezen                               | 19-02-2025            |                       |                 |              | Dutch Boys ft. Mooi Wark (Vinyl-single)                                                                                                 |
| Koffie veur ons twee                                          | 04-07-2025            | -                     |                 |              | Dennis Hendriks solo |

## Dvd
- 2007: Bier, Patat en Rock 'n Roll (ongeveer 110 min) (4-delige docusoap gemaakt door RTV Drenthe, met extra's de videoclips en live beelden)
- 2008: Live in Paradiso (120 min) (2dvd set+1 cd)
- 2022: Wat giet de tied. Een podcast over Mooi Wark met muziek, anekdotes en interviews met onder andere de bandleden, volkszangers Jannes en Frans Bauer, producer Dick Kemper en fans, die terugblikken op meer dan 30 jaar Mooi Wark.

| Dvd's met hitnoteringen in de Nederlandse Music Top 30 | Datum van verschijnen | Datum van binnenkomst | Hoogste positie | Aantal weken | Opmerkingen |
| ------------------------------------------------------ | --------------------- | --------------------- | --------------- | ------------ | ----------- |
| Live in Paradiso                                       | 2008                  | 20-12-2008            | 14              | 7            |             |